# 杉浦銀策
杉浦 銀策（すぎうら ぎんさく、1933年10月2日- ）は、日本のアメリカ文学者。東京都立大学 （1949-2011）名誉教授。
青森県南津軽郡常盤村（現藤崎村）出身。旧姓・能登谷。青森県立弘前高等学校卒、東京大学文学部英文科卒、1961年同大学院修士課程修了。1961年宇都宮大学専任講師、1965年横浜国立大学助教授、1969年東京都立大学助教授、教授となる。97年定年退官、名誉教授、駒澤大学教授。2004年退職。81年「ハーマン・メルヴィルー破滅への航海者」で日米友好基金賞受賞。

## 著書
- 『メルヴィル 破滅への航海者』冬樹社　英米文学作家論叢書 1981
- 『『歎異抄』の唯円とその周辺 ひとつの唯円擁護論』図書新聞 2008

### 翻訳
- トマス・ハインド『性の高みに』講談社 1973
- ウィリアム・ギャス『アメリカの果ての果て』冨山房 現代アメリカ文学選　1979
- 『乙女たちの地獄 H.メルヴィル中短篇集』国書刊行会 ゴシック叢書 1983
- ポール・ボールズ『遠い国の出来事』集英社ギャラリー「世界の文学」 17 （アメリカ 2）　1989

## 論文
- <杉浦銀策